# Björn Lilius
Björn Thomas Lilius (ur. 2 czerwca 1970 w Helsingborgu) – szwedzki piłkarz występujący na pozycji obrońcy.

## Kariera klubowa
Lilius karierę rozpoczynał w 1989 roku w pierwszoligowym zespole Malmö FF, z którym w tym samym roku zdobył mistrzostwo Szwecji. W 1990 roku odszedł do drugoligowego Helsingborga. W 1992 roku wywalczył z nim awans do pierwszej ligi i barwach Helsingbroga spędził w niej sezon 1993. Następnie przeszedł do także pierwszoligowego Östers IF, gdzie w 1996 roku zakończył karierę.

## Kariera reprezentacyjna
W 1992 roku Lilius jako członek kadry U-23 wziął udział w Letnich Igrzyskach Olimpijskich, zakończonych przez Szwecję na ćwierćfinale. Na tamtym turnieju wystąpił we wszystkich meczach swojej drużyny; z Marokiem (4:0), Koreą Południową (1:1) oraz Australią (1:2).
W tym samym roku Lilius zagrał też na Mistrzostwach Europy U-21.
W pierwszej reprezentacji Szwecji nie rozegrał żadnego spotkania.